# Kangiqsujuaq
Kangiqsujuaq – inuicka osada nad zatoką Wakeham w Nunavik w północnym Quebecu (Kanada). Znajduje się w administracji regionalnej Kativik w regionie administracyjnym Nord-du-Québec. Średnia roczna temperatura wynosi –7 °C. Nazwa oznacza „dużą zatokę”.

## Geografia
Kangiqsujuaq znajduje się 10 km na południe od cieśniny Hudsona w zatoce Wakeham. Osada położona jest w dolinie i otoczona wysokimi wzniesieniami. Na południe od osady znajdują się tereny bogate w złoża minerałów. Wielu mieszkańców pracuje w pobliskiej kopalni Reglan.

## Przyroda
Na tej szerokości geograficznej panuje klimat subarktyczny, a dominującym zbiorowiskiem roślinności jest tundra. Występują gatunki zwierząt takie jak: renifery, lisy, wilki czy zające polarne. W pobliskich wodach można spotkać wiele gatunków fok i waleni, a także niedźwiedzie polarne, morsy, omułki, krewetki, golce zwyczajne czy palie jeziorowe. Osada leży na trasie migracji sezonowej gęsi, śnieżyc większych i pardw górskich.

## Historia
Badania archeologiczne dokonane wyspie nieopodal Kangiqsujuaq i znalezione tam petroglify wskazują, że ludzie żyli na tych terenach od setek lat. Przekazywane ustnie tradycje opowiadają o statku, który został uwięziony przez lód na czas zimy, co wskazuje, że Inuici mogli zetknąć się pierwszy raz z Europejczykami już ponad 300 lat temu.
W 1884 roku członkowie kanadyjskiej ekspedycji Zatoki Hudsona, płynąc statkiem parowym „Neptun” próbowali znaleźć dogodny szlak handlowy do Europy przez zatokę Hudsona. Prowadzili oni m.in. badania meteorologiczne i lodu w zatoce Stupart, zaledwie kilka kilometrów od terenów dzisiejszej osady. Inuici prowadzili handel wymienny z członkami ekspedycji, wymieniając np. rękawice i buty z foczej skóry za tytoń i proch. W 1897 ekspedycja dowodzona przez kapitana Williama Wakehama badała czy cieśnina Hudsona jest bezpieczna dla żeglugi.
Firma Révillon Frères w 1910 roku otworzyła placówkę na terenie dzisiejszej osady, w 1914 również Kompania Zatoki Hudsona otworzyła swoją faktorię handlową. W 1936 Révillon Frères zamknęła swoją faktorię. W tym samym roku w osadzie utworzono misję katolicką. Na rozwój lokalnej społeczności mieli duży wpływ Oblaci, między innymi dzięki ich staraniom w 1960 roku utworzono szkołę i stację opieki rok później. W 1970 roku Inuici utworzyli pierwszy sklep spółdzielczy.
W 2003 zrealizowano film If the Weather permits (fr. Si le temps le permet) o życiu w Kangiqsujuaq.